# The GTOs
The GTOs (англ. Girls Together Outrageously; согласно другим версиям — Girls Together Occasionally/…Only/…Often) — американская рок-группа, образовавшаяся в 1968 году в Лос-Анджелесе. В состав GTOs вошли семеро групи: мисс Памела (англ. Pamela Des Barres), мисс Спарки (англ. Linda Sue Parker), мисс Люси (англ. Lucy Offerall), мисс Кристин (англ. Christine Frka), мисс Сандра (англ. Sandra Leano), мисс Мёрси и мисс Синдерелла.
Коллектив, образованный по инициативе Фрэнка Заппы, выпустил лишь один альбом, но приобрел культовую известность на лос-анджелесской андеграундной сцене и сыграл определенную роль, в её развитии, в частности, повлияв на формирование имиджа Alice Cooper.

## История группы
Большинство участниц The GTOs обитали на Сансет-стрип: мисс Памела танцевала в труппе Вито Поулекиса (англ. Vito Paulekis); с мисс Спарки она была знакома ещё по школе в Кливленде. Мисс Сандра прибыла из Сан Педро; долгое время с Памелой она жила в подвале коттеджа Фрэнка Заппы. Мисс Кристин работала няней у Заппы (присматривая за сыном Двизилом и дочерью Муньюнит); позже это место заняла Памела. Мисс Мерси была участницей хиппи-коммуны в Хайт Эшбери. Мисс Мерси и Мисс Люси были участницами альтернативного проекта BTOs — в компании c «мистером Бернардо», индейцем-бисексуалом. Мисс Синдерелла пришла в группу позже, о её прошлом ничего не известно. Мисс Кристин (родилась в Сан-Педро, в семье выходцев из Югославии), в 1968—1969 годах была близкой подругой Элиса Купера, и есть основания считать, что имидж его группы во многом сформировался благодаря ей и другим участницам GTOs, которые «одевали музыкантов, как маленькие девочки одевают куколок».
Первоначально состав назывался The Laurel Canyon Ballet Company, но изменил название на The GTOs по предложению Фрэнка Заппы, своего спонсора и продюсера. Группа нечасто давала концерты, но произвела сильное впечатление на зрителей, видевших её в 1968 году в Shrine Auditorium. Характерными элементами сценического шоу ансамбля были танцы, театральные трюки и вызывающе атональное пение.

…В группе — да, я пела, если можно назвать это пением. Мы были ближе к перформанс-арту: старались быть собой, быть вызывающими. То были времена, когда многие вещи требовали хорошей встряски. — Мисс Памела в радиоинтервью 2006 года.Оригинальный текст (англ.)<In the band - yes...> I was a singer, if you could call it that. We were more performing artists, being ourselves, being outrageous... It was the time in the world when one would want to shke some stuff up. 

Единственный альбом группы, Permanent Damage, вышел в 1969 году на Straight Records и был записан Фрэнком Заппой (треки 7 и 11 спродюсировал Лоуэлл Джордж). В числе тех, чьи голоса слышны в студийных диалогах, — Синтия Пластер Кастер и Родни Бингенхаймер. В создании материала альбома приняли участие Лоуэлл Джордж, Род Стюарт, Джефф Бэк и Дэйви Джонс, а также некоторые музыканты из The Mothers of Invention. В 1989 году Permanent Damage был перевыпущен на CD (Enigma Retro Records).
Памела Де Барр (наст. имя — Памела Энн Миллер) оказалась единственной участницей GTOs, получившей известность после распада группы, — прежде всего, благодаря книге воспоминаний «I’m With The Band» (1987). В июле 2007 года вышла её новая книга, «Let’s Spend the Night Together», сборник бесед с известными «групи». Из этой книги явствует, что мало кто из участниц GTOs остался в живых. Мисс Синдерелла умерла в 2001 году при загадочных обстоятельствах. Мисс Кристин скончалась 5 ноября 1972 года от передозировки в гостиничном номере. Мисс Люси умерла от СПИДа в начале 90-х годов. Сандра (некоторое время — подруга Калвина Шенкеля, художника, сотрудничавшего с Заппой, от которого у неё был ребенок), переехала в Италию с новым мужем и тремя детьми. Здесь она умерла от рака 23 апреля 1991 года. Мисс Спарки жива, но о её деятельности после GTOs ничего не известно.

## Дискография
- The Eureka Springs Garbage Lady
- Who’s Jim Sox?
- Kansas and the BTO’s
- The Captain’s Fat Theresa Shoes
- Wouldn’t It Be Sad If There Were No Cones?
- Do Me In Once And I’ll Be Sad, Do Me In Twice And I’ll Know Better
- The Moche Monster Review
- TV Lives
- Rodney
- I Have A Paintbrush In My Hand To Color A Triangle
- The Ghost Chained To The Past, Present and Future (Shock Treatment)
- Love On An Eleven Year Old Level
- I’m In Love With The Ooh-Ooh Man

Инструменталисты
- Ian Underwood--клавишные (1, 5, 14, 17)
- Don Preston--синтезатор (9)
- Roy Estrada--бас (1, 5, 14, 17)
- Jimmy Carl Black--ударные (1, 5, 14, 17)
- Frank Zappa--тамбурин (17)
- Nicky Hopkins--клавишные (14)
- Craig Doerge--клавишные  (1, 5, 14, 17)
- Jeff Beck--гитара (1, 14)
- Rod Stewart--вокал (14)
- Rodney Bingenheimer--вокал (10)
- Lowell George (7, 11)
- Russ Titleman (7, 11)
- Ry Cooder--гитара (11)